# Dławik sterowany
Dławik sterowany – jest urządzeniem elektromagnetycznym, którego reaktancja indukcyjna może zmieniać się w sposób ciągły najczęściej dzięki podmagnesowaniu rdzenia ferromagnetycznego prądem stałym. Dławik taki działa podobnie jak wzmacniacz magnetyczny - transduktor. Innymi rozwiązaniami dławików sterowanych są samonasycające się dławiki. Dławiki sterowane wykorzystywane są jako dynamiczne kompensatory mocy biernej. Stosowane są między innymi do stabilizacji napięcia wykorzystując zjawisko nasycenia obwodu magnetycznego.
Kompensatory z dławikami sterowanymi tj. kompensatory transduktorowe wykonywane mogą być praktycznie na dowolne moce i napięcia znamionowe.
Nasycone dławiki podzielić można na:
- Dławik z obwodem sterującym prądu stałego
  - dławik o sterowaniu podłużnym
  - dławik o sterowaniu poprzecznym
  - dławik z polem wirującym (dławik Libkinda)
- samonasycający się dławik
- dławik normalnie nasycony (ang. naturally saturated reactor)